# Shirahama
Shirahama (白浜町?, Shirahama-machi) è una cittadina giapponese della prefettura di Wakayama.